# مالوسکو
مالوسکو (به ایتالیایی: Malosco) یک کومونه در ایتالیا است که در ترنتینو واقع شده‌است.

## خصوصیات
مالوسکو ۶٫۸ کیلومترمربع مساحت و ۴۵۳ نفر جمعیت دارد و ۱٬۰۴۱ متر بالاتر از سطح دریا واقع شده‌است.